# وزارت کارهای خارجی جمهوری تاجیکستان
وزارت امور خارجی تاجیکستان یکی از وزارت‌خانه‌های تاجیکستان است و ریاست کنونی آن را سراج‌الدین اسلاو به عهده دارد.

## فهرست وزیران

### جمهوری شوروی سوسیالیستی تاجیکستان
- ۱۹۴۴ – ۱۹۴۶ علی احمداف[۳]
- ۱۹۴۶ – ۱۹۵۵ جبار رسول‌اف[۳]
- ۱۹۵۵ – ۱۹۵۶ ترسون اولجبایف[۳]
- ۱۹۵۶ – ۱۹۶۱ نظرشاه دادخدایف[۳]
- ۱۹۶۱ – ۱۹۷۳ عبدالاحد کخارف[۳]
- ۱۹۷۳ – ۱۹۸۱ رحمان نبی‌اف[۳]
- ۱۹۸۱ – ۱۹۸۴ رستم‌بک یوسف‌بک‌اف[۳]
- ۱۹۸۴ – ۱۹۸۹ عثمان عثمان‌اف

### جمهوری تاجیکستان
- ۱۹۸۹ – ۱۹۹۲ لکیم کیوم‌اف
- ۱۹۹۲ – خدابردی خالق‌نظرف
- ۱۹۹۲ – ۱۹۹۴ راشد علی‌اف
- ۱۹۹۴ – ۲۰۰۶ تلبک نظرف
- ۲۰۰۶ – ۲۰۱۳ خمراخان ظریفی
- ۲۰۱۳ – سراج‌الدین اسلاو